# Tres funcions de Crist

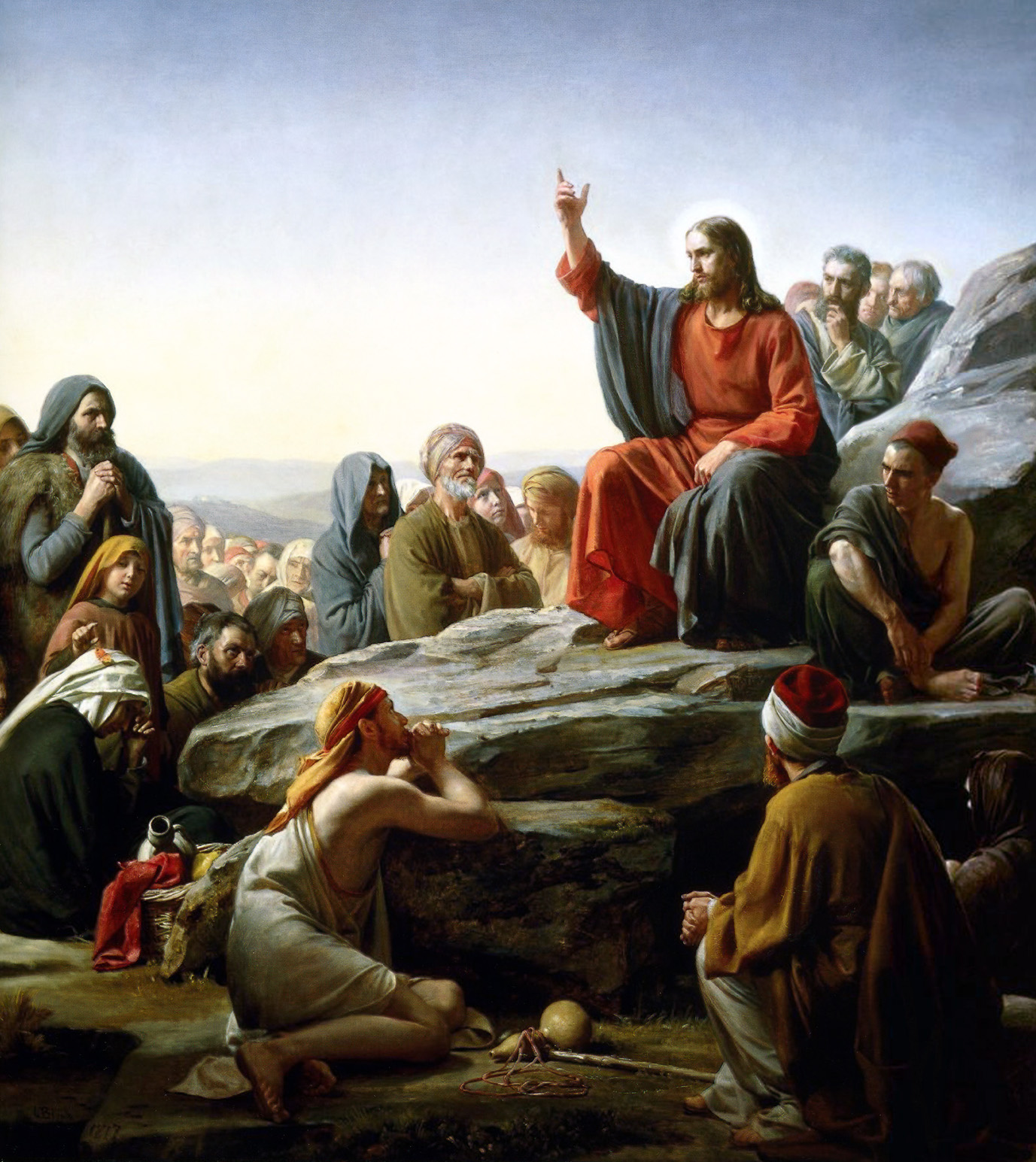
Jesús predicant el Sermó de la muntanya.

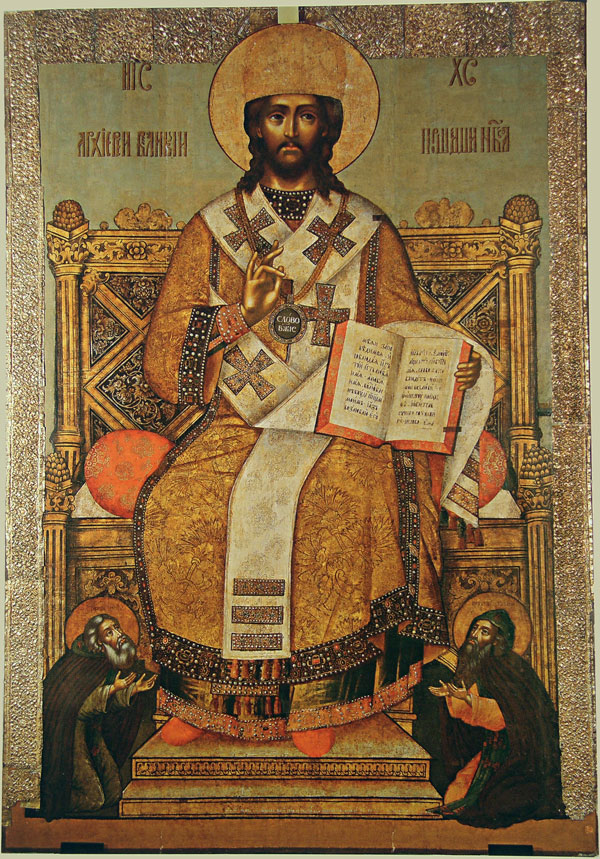
Icona del "Crist el Gran Summe Sacerdot", vestit com a bisbe, assegut a la càtedra i beneint com a sacerdot

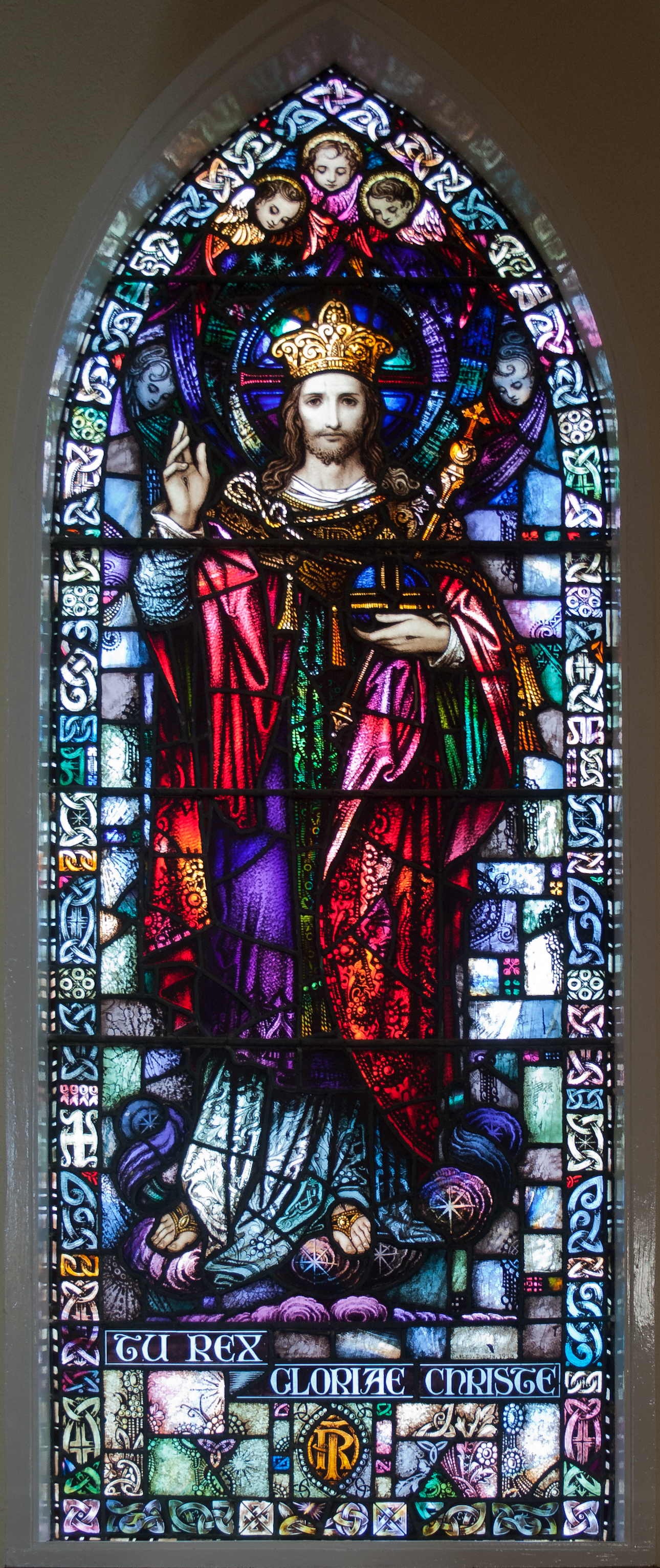
Vitrall de Crist Rei, Tipperary, Irlanda

Les tres funcions de Crist (en llatí: munus triplex) és una doctrina cristiana basada en els ensenyaments de l'Antic Testament, sobre les quals els mantenen diverses opinions. Van ser descrites per Eusebi de Cesarea i més plenament desenvolupades per Joan Calví.
La doctrina senyala que Jesucrist realitza 3 funcions al seu ministeri terrenal:
- Funció profètica[1]
- Funció sacerdotal[2]
- Funció reial[3]

A l'Antic Testament, el nomenament d'algú per a qualsevol d'aquestes funcions es realitzava ungint-lo amb oli sobre el cap. El mot "Messies", que significa 'l'ungit', queda associat amb el concepte de les tres funcions. Si bé la funció de rei és la més habitualment associada amb el Messies, el paper de Jesús com a sacerdot és també prominent al Nou Testament, sent més plenament explicat als capítols 7 a 10 de l'epístola als Hebreus.

## Les tres funcions
Eusebi de Cesarea, un dels Pares de l'Església treballà en aquesta classificació de les tres funcions, afirmant que «I ens han dit també que alguns dels mateixos profetes esdevingueren, mitjançant l'acte de la unció, Crists en tipus, per tant tot això té relació amb el veritable Crist, la Paraula divina i celestialment inspirada, que és l'únic Summe Sacerdot de tots, i l'únic Rei de cada criatura, i l'únic Profeta de profetes del Pare».
Durant la Reforma aquest concepte tingué un paper substancial en la cristologia escolàstica luterana i en la cristologia de teòlegs reformats com Joan Calví o John Wesley.
Walter A. Elwell afirma que els teòlegs cristians veuen totes les funcions de Crist mentre segueixen una d'aquestes funcions.

### Profeta
Crist és el portaveu de Déu com a profeta, parlant i ensenyant la Paraula de Déu, infinitament major que tots els profetes, que parlà per Déu i interpretaren la voluntat de Déu. Els profetes de l'Antic Testament transmeteren el missatge de Déu al poble. Crist, com a Verb encarnat, és la font de la Revelació. Així doncs, Jesucrist mai no emprà la fórmula del missatger, que enllaça les paraules del profeta en la frase profètica "Això diu el Senyor"; sinó que Crist, en ser de la mateixa naturalesa, prové una exposició definitiva i veritable de Déu.
Crist acompleix el seu ministeri profètic no tan sols per mitjà de la jerarquia, sinó també dels laics, dels quals fa testimoni amb aquesta finalitat, bo i donant-los el sentit de la fe i la gràcia de la paraula.
El Verb és la Llum. Com a Llum veritable, Jesucrist il·lumina exclusivament la humanitat en la seva funció profètica. Jesús afirmà la seva personalitat divina i darrera autoritat, revelant Déu a la Humanitat, continuant la Seva tasca al futur com la Llum.
La Bíblia es refereix a la naturalesa profètica de Jesús en els següents versets:
- Jo t'he glorificat a la terra, duent a terme l'obra que m'havies encomanat[16]
- El qui no m'estima, no guarda les meves paraules. I la paraula que escolteu no és meva, sinó del Pare que m'ha enviat[17]
- Israelites, escolteu aquestes paraules: Jesús de Natzaret era un home que Déu va acreditar davant vostre, obrant entre vosaltres, per mitjà d'ell, miracles, prodigis i senyals. Tots ho sabeu prou.[18]
- Jesús els digué: «Un profeta només és menyspreat al seu poble, entre els seus parents i a casa seva»[19]
- Però ell els digué: «També haig d'anunciar el Regne de Déu a les altres poblacions, que per això he estat enviat.»[20]
- El cas de Jesús de Natzaret, un profeta poderós en obres i en paraules davant de Déu i de tot el poble.[21]
- La història del jove ric[22] En aquests versicles Jesús no nega la seva divinitat quan afirma «Un de sol és bo». Jesús s'adona que el jove el veu com un excel·lent mestre, però no pas com el Messies promès, el «Conseller prodigiós, Déu heroi, Pare per sempre, Príncep de pau» Llibre d'Isaïes.[23] En comptes d'intentar convèncer el jove que Ell és el Messies, Jesús simplement corregeix la noció de "divinitat" que té el jove, com si pertanyés a la vida eterna afirmant que «Si vols ser perfecte, vés, ven tot el que tens i dona-ho als pobres, i tindràs un tresor al cel. Després vine i segueix-me.» Així com el profeta parlà per Moisès «El Senyor, el teu Déu, farà que enmig teu, entre els teus germans, s'aixequi un profeta com jo. Escolteu-lo.»,[24] Jesús digué al jove que el seguís. Si de fet el jove hagués seguit Jesús, hauria vist com obtenir la vida eterna i que Jesús en realitat era un que era Déu, afirmant com va fer Tomàs «Senyor meu i Déu meu!».[25] Hi ha diversos paràgrafs a la Bíblia que suggereixen que els contemporanis de Jesús el veien com un profeta. Després de la resurrecció del fill d'una vídua de Naïm els testimonis afirmaven «Un gran profeta ha sorgit entre nosaltres».[26]

### Sacerdot
Crist, a qui els creients s'apropen a ell amb confiança, s'oferí a si mateix com a sacrifici per a la humanitat com a Summe Sacerdot. Els sacerdots de l'Antic Testament declararen la voluntat de Déu, donaren el pacte de la benedicció i dirigiren el procés dels sacrificis. El sacerdot representava el poble davant Déu. Mentre que la humanitat prengué la funció del sacerdoci en la seva feblesa, Jesús ostenta el càrrec amb un poder indestructible que supera la feblesa de la humanitat. Com a Summe Sacerdot, Crist esdevé un amb la humanitat en la feblesa humana, oferint pregàries a Déu, escollint l'obediència a través del patiment, i simpatitzant amb la lluita de la humanitat.
La mort expiatòria de Crist és el nucli de la seva funció com a Summe Sacerdot. Les metàfores emprades per descriure la seva mort en creu, com «Crist, l'Anyell de Déu, vessà la seva sang a la creu com a sacrifici ofert per a la humanitat». Crist va fer un sacrifici pel pecat com a Summe Sacerdot, en contrast amb els sacerdots de l'Antic Testament, que contínuament oferien sacrificis en benefici de la humanitat. Gràcies al sacrifici de Crist a la creu, la humanitat té l'oportunitat de tenir una relació viva amb Déu. En canvi, aquells que neguen el treball de Déu són descrits com morts en el pecat, sense Déu i sense esperança.
Al cristianisme tradicional (catòlica romana, ortodoxa, Esglésies ortodoxes orientals i Assíria Oriental) es creu que un prevere, en rebre l'orde sacerdotal mitjançant la imposició de les mans, comparteix el sacerdoci de Crist, i per això només els preveres poden oferir el sacrifici eucarístic.

### Rei
Crist, exaltat Summe Sacerdot, fa de mitjancer del pecat que allunya la humanitat de la comunió de Déu. Pel seu costat, té tots els drets per regnar sobre l'Església i sobre el món com a Rei. Crist seu a la dreta de Déu, coronat de glòria com a "Rei de reis i Senyor de senyors".: «quina és la grandesa immensa del seu poder que obra en nosaltres, els creients; em refereixo a la força poderosa i eficaç amb què va obrar en el Crist, quan el ressuscità d'entre els morts i el feu seure a la seva dreta dalt al cel, per damunt de tota potència, autoritat, poder i sobirania, i per damunt de qualsevol altre nom que es pugui invocar, tant en el món present com en el futur. Déu ho ha posat tot sota els seus peus, i a ell, cap de tot, l'ha fet cap de l'Església, que és el seu cos, la plenitud d'aquell qui omple totes les coses.»

## Les funcions de Crist segons les diverses tradicions

### Les tradicions Reformada i Presbiteriana
El catecisme de Heidelberg interpreta el títol "Crist" en termes de les 3 funcions, al 12è Dia del Senyor, Pregunta i Resposta 31:
Pregunta – Per què se l'anomena "Crist", que significa "l'úngit"?
Resposta – Perquè ha estat ordenat per Déu Pare
i ha estat ungit per l'Esperit Sant per sr
el nostre cap profeta i mestre
qui ens revela perfectament
el consell secret i la voluntat de Déu per a la nostra alliberació;
el nostre únic Summe Sacerdot
que ens ha alliberat mitjançant el sacrifici del seu cos,
i que contínuament defensa la nostra causa davant del Pare;
i el nostre Rei etern
que ens governa mitjançant la seva Paraula i Esperit,
i ens guarda i ens protegeix
en la llibertat que ha guanyat per nosaltres.
El Catecisme abreujat de Westminster explica com Crist és redemptor d'acord amb les tres funcions:
P. 23: Quines funcions executa Crist com a Redemptor nostre?
Crist, com a Redemptor nostre, executa les funcions de profeta, sacerdot i rei, tant en el seu estat d'humiliació i d'exaltació.
P. 24: Com executa Crist la seva funció profètica?
Crist executa la funció profètica en revelar-nos, mitjançant la seva paraula i esperit, la voluntat de Déu per a la nostre salvació
P. 25: Com executa Crist la seva funció sacerdotal?
Crist executa la funció sacerdotal en oferir-se a si mateix com a sacrifici per satisfer la justícia divina i reconciliar-nos a Déu, en fer contínua intercessió per nosaltres.
P. 26: Com executa Crist la seva funció reial?
Crist executa la funció reial, en sotmetre's a si mateix, en regir-nos i defendre'ns, i restringint i conquerint tots els seus i els nostres enemics.

### Luteranisme
Segons la tradició luterana,
- la funció profètica inclou l'ensenyament i els miracles de Crist
- la funció sacerdotal consisteix en la satisfacció feta pels pecats del món mitjançant la seva mort en creu, i en la continuada intercessió del Salvador pel seu poble
- la funció reial, mitjançant la qual Crist fundà el seu regne, defensà la seva església contra tots els seus enemics, i regna sobretot al Cel i a la terra. Els antics teòlegs distingien entre el regne de la naturalesa, que abraça totes les coses; el regne de la gràcia, que es refereix a l'església militant; i el regne de la glòria, que esdevé l'Església triomfant al Cel

Els teòlegs que seguiren a Luter i a Melanchthon fins a la segona meitat del segle xvii tractaren el tema de l'obra salvífica de Jesús sota els dos caps de rei i sacerdot. Calví, a la primera edició del seu "Instituts de la Religió Cristiana" (1536) també va fer-ho, i no va ser fins a la tercera edició (1559) i al Catecisme de Ginebra que presentà plenament les tres funcions. Aquesta convenient divisió en tres oficis va ser emprada pels teòlegs d'ambdues confessions durant el segle xvii.

### Catolicisme romà
El catecisme de l'Església Catòlica senyala que «Jesús va acomplir l'esperança messiànica d'Israel en la seva triple funció de sacerdot, profeta i rei.»
A l'Harmonia dels Evangelis, sant Agustí va repassar les variacions a l'Evangeli en termes dels diferents focus dels autors sobre Jesús: Mateu sobre la reialesa, Marc sobre la humanitat, Lluc sobre el sacerdoci i Joan sobre la divinitat.